# 가음정동
가음정동(加音丁洞)은 대한민국 경상남도 창원시 성산구의 행정동 및 법정동이다. 공단과 주거지가 조화를 이룬 전형적인 도시개발지구이며, 신도시 개발 계획에 의거 조성된 대단위 아파트지역이다. 다양한 체육·생태공원과 어우러진 도시형 주거지역이다.

## 역사
고대에는 가음정마을이 해변지역으로 해조류가 밀려와 쌓여 두엄이 형성되어 더음 정으로 불려왔고 이름을 한자화하면서 가음정으로 칭하게 되었다.
- 1973년 7월 1일 창원군 상남면이었다가, 마산시 남부출장소 설치
- 1976년 9월 1일 상남도 창원지구출장소 용지, 성주지소
- 1980년 4월 1일 창원시 가음정동, 남산동
- 1997년 7월 16일 창원시 가음정동(加音丁洞)-행정동 통합[1]

## 법정동
- 가음동(加音洞)
- 가음정동(加音丁洞)
- 남양동(南陽洞)
- 대방동(大方洞)

## 교육
- 남산초등학교
- 남양초등학교
- 남정초등학교
- 성주초등학교
- 남산중학교
- 남산고등학교
- 경남천광학교

## 아파트
| 단지명                 | 건설사          | 시행사                                | 주소                               | 입주       | 비고             |
| ---------------------- | --------------- | ------------------------------------- | ---------------------------------- | ---------- | ---------------- |
| 창원센텀 푸르지오      | 대우건설        | 가음6구역 주택재건축정비사업조합      | 성산구 가음정로 59 (가음동)        | 2018년 1월 | 가음6구역 재건축 |
| 창원 더샵센트럴파크    | 포스코건설      | 가음주공아파트 주택재건축정비사업조합 |                                    | 2017년 4월 |                  |
| 가음 꿈에그린          | 한화㈜ 건설부문 | 가음7구역 주택재건축정비사업조합      | 성산구 원이대로878번길 9 (가음동)  | 2017년 7월 | 가음7구역 재건축 |
| 대방1차 대동황토방     | ㈜대동주택      | ㈜대동주택                            | 성산구 창이대로881번길 19 (대방동) | 2001년 5월 |                  |
| 대방2차 대동디지털황토 | ㈜대동주택      | ㈜대동주택                            | 성산구 창이대로881번길 8 (대방동)  | 2001년 9월 |                  |

## 볼거리
- 불곡사
- 음정동 고분군 (도기념물제126호)